# قایق نجات کلاس اکس‌پی
لایف‌بوت کلاس اکس‌پی (به انگلیسی: XP-class lifeboat) یک کلاس از کشتی است که طول آن ۲٫۸ متر (۹٫۲ فوت) می‌باشد.